# Симерман, Клод
Клод Симерман (фр. Claude Cymerman; род. 2 октября 1947, Мец) — французско-американский пианист.
С семилетнего возраста занимался в консерватории Меца у Марселя Мерсье, затем окончил Парижскую консерваторию, класс Пьера Санкана. В 1971 г. получил вторую премию Международного конкурса имени Маргерит Лонг в Париже и сразу после этого по приглашению Дьёрдя Шебёка уехал на стажировку в Индианский университет. С 1974 г. преподаёт на отделении музыки Университета Депоу.
Как исполнитель Симерман предочитает камерную музыку, особенно выступления в дуэте со скрипачами, среди которых, в частности, были Федерико Агостини, Шербан Лупу и Ху Найюань (с которым он записал альбом венских вальсов). Другие записи Симермана включают произведения Эриха Корнгольда и Джордже Энеску.
В 1982 г. выступил в роли Иоганнеса Брамса во французском телефильме.